# Archidiocèse de San Pedro Sula
L'archidiocèse de San Pedro Sula (Dioecesis de Sancto Petro Sula) est une Église particulière de l'Église catholique du Honduras.

## Territoire
Son siège est en la cathédrale Saint-Pierre-Apostolique de San Pedro Sula.
Il comprend le département de Cortés.

## Histoire
Le vicariat apostolique de San Pedro Sula est créé le 2 février 1916 à partir du diocèse de Comayagua. Le 6 juillet 1963, il est élevé au rang de diocèse. Le 3 juillet 1987, il est démembré pour créer le diocèse de Trujillo puis de nouveau le 30 décembre 2011 pour créer le diocèse de La Ceiba.
Le 26 janvier 2023 le pape François l’élève au rang d'archidiocèse métropolitain avec les diocèses de La Ceiba, Gracias, Santa Rosa de Copán, Trujillo et Yoro comme suffragants. 

## Évêques et archevêques
L'archevêque actuel est Mgr Michael Lenihan, O.F.M. depuis le 26 janvier 2023.
- Vicaires apostoliques
  - Mgr Juan Sastre y Riutort, C.M. du 15 avril 1924 au 23 mars 1949
  - Mgr Antonio Capdevilla Ferrando, C.M. du 24 mars 1949 au 12 août 1962
- Évêques
  - Mgr José García Villas, C.M. du 6 juillet 1963 au 10 août 1965
  - Mgr Jaime Brufau Maciá, C.M. du 15 mars 1966 au 15 septembre 1993
  - Mgr Angel Garachana Pérez, C.M.F. du 11 novembre 1994 au 26 janvier 2023